# 马尔科姆·斯彭斯 (1937年)
马尔科姆·斯彭斯（英語：Malcolm Spence，1937年9月4日—2010年12月30日），南非男子田径运动员。他曾代表南非参加1956年和1960年夏季奥林匹克运动会田径比赛，其中1960年奥运会获得一枚铜牌。